# Семейка Грин в городе
«Семейка Грин в городе» (англ. Big City Greens) — американский комедийный сериал.
В мультсериале рассказывается о жизни Крикета Грина, который вместе с отцом и сестрой переехали к бабушке Элис Грин.

## Персонажи

### Главные герои
- Крикет Грин — проблемный деревенский мальчик, переехавший с фермы в большой город. Всегда ходит босиком. Ему 10 лет.
- Тилли Грин — деревенская девочка, старшая сестра Крикета. Очень добродушная. Ей 12 лет.
- Билл Грин — фермер, являющийся отцом Крикета и Тилли. Потерял один из своих пальцев в результате перегрузке сена. Временами бывает неуклюжий.
- Элис Грин — бабушка Крикета и Тилли и мать Билла. Часто бывает ворчливая. Ей 78 лет.

### Второстепенные герои
- Реми Рэмингтон — лучший друг Крикета и Тилли. Ему 9 лет.
- Глория Сато — официантка кафе-бара Big Coffee. Ей 23-24 года.
- Офицер Киз — один из полицейских в городе. Ему 37 лет.
- Нэнси Грин — мать Крикета и Тилли и бывшая жена Билла, ранее отсидевшая в тюрьме. Пока они с Биллом в разводе, они остаются хорошими друзьями и родителями Крикета и Тилли.

## Озвучивание и дубляж
| Персонаж       | Оригинальное озвучивание | Русский дубляж    |
| Крикет Грин    | Крис Хотон               | Александр Матвеев |
| Билл Грин      | Боб Джоулз               | Александр Хорлин  |
| Элис Грин      | Артемис Пебдани          | Анастасия Лапина  |
| Нэнси Грин     | Венди Маклендон-Кови     | Анастасия Лапина  |
| Глория         | Анна Акана               | Анастасия Лапина  |
| Тилли Грин     | Мариев Херингтон         | Анастасия Жаркова |
| Рэми Ремингтон | Зено Робинсон            | Антон Савенков    |
| Офицер Киз     | Энди Дейли               | Антон Савенков    |
| Бэнни          | Люк Лоу                  | Анастасия Жаркова |

## Список серий
1 сезон
| № | Название серии                                 | Дата выхода в США | Дата выхода в России |
| 1 | «Космическая курица/ Вечер стейков»            | 18.06.2018        | 03.09.2018           |
| --- | ---------------------------------------------- | ----------------- | -------------------- |
| 1 эпизод: Крикет заручается поддержкой Тилли и Реми, когда он придумывает план, чтобы произвести впечатление на своих новых соседей, запустив цыпленка в космос. 2 эпизод: традиционная «ночь стейка» Гринов находится под угрозой, когда Крикет случайно оставляет стейки в метро. |                                                |                   |                      |
| 2 | «Крикет против/ Голубая картошка»              | 19.06.2018        | ??.??.2018           |
| 1 эпизод: Крикету поручено бороться с диким животным, чтобы завершить обряд семейства Грин, но позже отказывается, когда ему не удается найти каких-либо злых существ в городе… или нет? 2 эпизод: Крикет убеждает Билла превратить свой пикап в фритюрницу, но их день запятнан неудачей после того, как Крикет находит незадачливую голубую картошку… |                                                |                   |                      |
| 3 | «Случай в бассейне/ Коза Тилли»                | 20.06.2018        | ??.??.2018           |
| 1 эпизод: Крикет пытается преодолеть свой страх перед высоким погружением, когда семья посещают бассейн… 2 эпизод: Крикет и Реми пытаются спасти Тилли от смущения, когда она вводит свою любимую козу в причудливую выставку собак… |                                                |                   |                      |
| 4 | «Бабушкины права/ Медвежья ловушка»            | 21.06.2018        | ??.??.2018           |
| 1 эпизод: Крикет и Тилли помогают Элис практиковаться в экзамене по вождению после того, как она узнает, что срок действия её текущей лицензии истек… 2 эпизод: Крикет, Тилли и Реми подружились с медведем, который болтается в городе, и пытаются защитить его от полиции и контроля животных… |                                                |                   |                      |
| 5 | «Няня Крикета/ Билл "Сальто Назад"»            | 22.06.2018        | ??.??.2018           |
| 1 эпизод: пока Билл отводит Элис к врачу на осмотр, Тилли поручают присматривать за Крикетом в течение определенного периода времени. В то время как Крикет проверяет свой список вещей, связанных с ведром, Тилли саботирует одну из задач Крикета и заканчивает вывихом одного из его суставов руки… 2 эпизод: Крикет убеждает Билла следовать его детской мечте стать победителем соревнования по гимнастике, но Билл оказывается под небольшим давлением из-за легкой травмы, когда Элис тренировала Билла во время детства… |                                                |                   |                      |
| 6 | «Операция "Фото"/ Спасение Рэми»               | 25.06.2018        | ??.??.2018           |
| 1 эпизод: Билл отправляет семью в торговый центр под предлогом похода в ресторанный дворик Фуд-Корт, но на самом деле надеется сделать семейную фотографию, к большому разочарованию семьи… 2 эпизод: родители Реми узнают, что он пропускает уроки игры на скрипке, чтобы тусоваться с Крикетом, и угрожают разорвать их дружбу, отправив Реми в школу-интернат, поэтому Крикет делает всё возможное, чтобы остановить их и оставить Реми… |                                                |                   |                      |
| 7 | «В пробке/ Мама-птица»                         | 27.06.2018        | ??.??.2018           |
| 1 эпизод: чувствуя себя подавленным городской жизнью, Билл решает взять семью в поездку на природу за город, но по пути оказываются в огромной пробке. Тем временем Элис получает своего личного ди-джея на радио, Тилли моет машины, а Крикет преследуется из-за большого недоразумения… 2 эпизод: Тилли находит во дворе птичье гнездо и решает ухаживать за птенцами, только чтобы стать ревнивым, когда им нравится Крикет вместо неё, что приводит Тилли к лишению… |                                                |                   |                      |
| 8 | «Добро пожаловать домой/ Атака енотов»         | 02.07.2018        | ??.??.2018           |
| 1 эпизод: после потери семейной фермы Билл, Крикет и Тилли переезжают в Большой Город, чтобы жить с бабулей Элис и совершить серию несчастных случаев, когда их пикап и все их имущество отбуксированы… 2 эпизод: когда Билл и Крикет пошли в гараж найти плюшевого мишку Элис, они случайно повредили гнездо енотов и семья енотов захватывает дом… |                                                |                   |                      |
| 9 | «Накормить Билла/ Неприятность с мячами»       | 09.07.2018        | ??.??.2018           |
| 1 эпизод: Билл пытается доказать, что он настоящий гражданин Большого города, когда семья обедает в модном ресторане с морепродуктами, в то время как Крикет и Тилли делают свою миссию по освобождению осьминогов ресторана… 2 эпизод: Глория конфискует мячи Крикета после того, как он пинает их через забор в её кафе и планирует вернуть их… |                                                |                   |                      |
| 10 | «День парада/ Мастер на все руки»              | 11.07.2018        | ??.??.2018           |
| 1 эпизод: Крикет начинает свою работу в «Большом Кофе» на полставки, чтобы компенсировать ущерб (нанесенный им в предыдущем эпизоде), но больше заинтересован в том, что по городу проходит Парад и больше хочет посмотреть на него, чем в работать… 2 эпизод: Билл учит Реми, как быть уверенным в себе, когда семья направляется в гигантский магазин бытовой техники, чтобы найти запасную часть для сломанного пылесоса… |                                                |                   |                      |
| 11 | «Горгульи/ Скандал в супермаркете»             | 16.07.2018        | ??.??.2018           |
| 1 эпизод: Тилли подружилась с безумно идеальным теоретиком, которая называет себя Андромедой и Тилли начинает играть с её образом жизни… 2 эпизод: Семья открывает продовольственный киоск, но у них мало запасов, поэтому у Крикета появляется идея сделать искусственно еду, чтобы компенсировать это… |                                                |                   |                      |
| 12 | «Барри Куда/ Номер люкс»                       | 18.07.2018        | ??.??.2018           |
| 1 эпизод: Крикет тратит свои трудом заработанные 10 долларов на декор поющей рыбы под названием Барри, и он не перестаёт играть в неё действуя на нервы семье. Вскоре Барри кто-то сломал, и Крикет начинает искать кто убил его первые расходы… 2 эпизод: Элис надоело, что семья разрушают её мирные минуты, поэтому она заставляет их провести день в отеле, чтобы она наконец могла получить немного тишины и покоя. Вскоре она обнаруживает, что это более одиноко, чем она думала, поэтому она пытается саботировать пребывание в отеле семьи… |                                                |                   |                      |
| 13 | «Семейное наследие/ Искусство хулиганить»      | 23.07.2018        | ??.??.2018           |
| 1 эпизод: Крикет и Тилли ведут Элис через загадку, которую она пыталась разгадать годами, но, как оказалось, ответы были в наследстве, оставленном предками прошлых поколений семьи Грин… 2 эпизод: Крикет во время работы в «Большом Кофе» обнаружил, что Глория еще не продала ни одного предмета искусства, поэтому Крикет рисует на них несколько каракулей, и вскоре они обнаруживают, что у обоих есть мощная искра синергии. |                                                |                   |                      |
| 14 | «Выбор Крикета/ Переполох с арендой»           | 25.07.2018        | ??.??.2018           |
| 1 эпизод: вместо того, чтобы увидеть «Кроблины 2» со своей семьёй, Крикет, думая, что он более взрослый, чем кажется, хочет увидеть фильм о взрослом романе, «Поцелуй смерти», считая, что это фильм ужасов… 2 эпизод: Глория рассказывает Крикету о сайте под названием «Share BnB» и устанавливает в Cricket двух соседей по комнате, чтобы провести ночь в резиденции Cricket. К сожалению для Крикета, юность новых гостей подлинности доводит его до безумия… |                                                |                   |                      |
| 15 | «На месте Крикета/ Междоусобная вражда»        | 30.07.2018        | ??.??.2018           |
| 1 эпизод: Крикет заболел после того, как поделился мороженым с собакой, поэтому у него есть семья, чтобы доделать его дела… 2 эпизод: Чип Уистлер возвращается, выводя прилавок «Полезных продуктов» на рынок продуктов питания на открытом воздухе, поскольку он тянет клиентов со многими маркетинговыми уловками, и Крикет решает сорвать его заговор. Тем временем Элис отправляется на поиски острого перца чили… |                                                |                   |                      |
| 16 | «Срочные новости/ Киберрыцари»                 | 01.08.2018        | ??.??.2018           |
| 1 эпизод: в попытке осветить новость о гигантском «Арбузе» Билла, она в конечном итоге становится прикрытием истории самого Крикета; Узнав об этом, Крикет пытвется дать арбузу Билла славу, которую он заслуживает… 2 эпизод: после того, как Крикет отказывается отдать Кибер-Рыцарей, самое страшное трио интернет-сообщества, его Космические монеты, Кибер-Рыцари начинают мучить технологические платформы друзей Крикета, и Крикет должен бороться за их надлежащее одиночество… |                                                |                   |                      |
| 17 | «Тур Тилли/ Званый ужин»                       | 06.08.2018        | ??.??.2018           |
| 1 эпизод: Тилли берёт Элис в тур, чтобы показать знаменитые достопримечательности Большого Города, но Элис не впечатлена ни одним из них, и это дает ей плохие воспоминания о том, её ферма была застроенна одноименным Большим Городом, поэтому Тилли вместо этого отвела её туда, где она (Тилли) больше всего любит находиться. Тем временем Билл и Крикет пытаются починить ванную… 2 эпизод: в попытке Реми провести больше времени с Крикетом, семья приглашают его родителей на ужин, тем не менее, различные образы жизни Ремингтонов не улучшают ситуацию, сводясь к дождливой битве Тач-регби…                                                                    |                                                |                   |                      |
| 18 | «Кофейная миссия/ Возрождение Феникса»         | 08.08.2018        | ??.??.2018           |
| 1 эпизод: Крикет и Глория отправлены их боссом, чтобы пополнить запасы кофейных зёрен «Большого Кофе», чтобы долг Крикета мог быть полностью погашен. К сожалению, последняя сумка находится во владении Чипа Уистлера, и он не собирается легко сдаваться… 2 эпизод: хрупкая рыжая собака Крикета, улавливает знакомый запах и идет понюхать его. Это беспокоит семью, поскольку они ищут своего пса, думая, что он потерян или похищен в худшем случае. Также в поворот сюжета возвращается мама Крикета и Тилли, Нэнси Грин (освобождённая из тюрьмы)… |                                                |                   |                      |
| 19 | «Кровавая Луна»                                | 06.10.2018        | ??.??.2018           |
| Семья готовится к Хэллоуину, но Элис предупреждает о кровавой луне, событии, когда все животные внезапно становятся кровожадными зверями. Верные её словам, животные внезапно становятся жестокими и ловят семейку, Реми, Баскеса и Глорию в доме во время Хэллоуина. В конце концов, все выходит из-под контроля, когда они узнают, как животные сбежали из своего заключения и почему… |                                                |                   |                      |
| 20 | «Выгодная сделка/ Запретный кот»               | 03.11.2018        | ??.??.2018           |
| 1 эпизод: в чёрную пятницу дня «Благодарения», семья замечают рекламу низких цен на телевизоры в «Price Busters». По настоянию Крикета семья отправляется за покупками, но позже Крикет узнает, что менеджер магазина, Луис, снижает цену, чтобы он мог наблюдать, как покупатели яростно сражаются друг с другом за товары… 2 эпизод: Тилли подружилась с Анушем, соседским котом, ну только узнаёт, что он принадлежит их соседу, мистеру Григоряну, заклятому врагу Элис. Он запрещает им играть друг с другом, заставляя Тилли пойти и спасти своего нового кошачьего друга…                                                                                            |                                                |                   |                      |
| 21 | «На свободе»                                   | 11.01.2019        | ??.??.2019           |
| После «возрождения Феникса» Нэнси воссоединяется со своей семьей. В то время как Крикет и Тилли рады видеть её, Билл и Элис обеспокоены тем, что она окажет плохое влияние на детей. Крикет обеспокоен тем, что Нэнси называет его «хорошим ребенком», и решает произвести на неё впечатление, выпустив орангутанга из зоопарка вместе с Тилли. К сожалению, они заканчивают тем, что выпускают всех животных, которые бесятся по всему Большому городу, и теперь им нужно работать вместе, чтобы вернуть их, избегая при этом наручников. |                                                |                   |                      |
| 22 | «Ужин из урожая/ Победитель-победитель»        | 12.01.2019        | ??.??.2019           |
| 1 эпизод: Билл отправляет Тилли в продуктовый магазин за паприкой. Элис и Крикет чувствуя себя оскорбленными из-за того, что им не доверяют, выбегают, чтобы попытаться победить Тилли в получении ингредиента. Тем временем Билл и Нэнси пытаются работать вместе на кухне, но их методы слишком разные… 2 эпизод: семья направляются в досуговый центр, чтобы Элис попробовала урок зумбы. Тилли увлекается показом кубков и решает выиграть его боксом. Крикет с Реми, Кики и Бенни, пытаются выяснить, куда ведет таинственная недоступная дверь… |                                                |                   |                      |
| 23 | «Ночная жизнь Билла/ Дешёвая змея»             | 19.01.2019        | ??.??.2019           |
| 1 эпизод: Крикет и Тилли начинают замечать, что Билл покупает им дорогие вещи, и он появляется дома очень уставшим и сонным. Они следуют за ним однажды ночью и обнаруживают, что он работает в центре для энергетических напитков. Теперь Крикет и Тилли должны выиграть босса, чтобы освободить своего отца… 2 эпизод: Крикет устал от необходимости что-то планировать и убеждает Реми, что им нужно сделать что-то радикальное и незамедлительное. Крикет заканчивает тем, что купил змею, которая начала становиться слишком большой проблемой для него. Крикет отказывается бросить её по указке Реми и Тилли, пока она не начнет есть животных на ферме…             |                                                |                   |                      |
| 24 | «Привет, Генри/ Наблюдение за людьми»          | 26.01.2019        | ??.??.2019           |
| 1 эпизод: «Большой Кофе» проводит шоу талантов, и Крикет убеждает Тилли присоединиться. Она заканчивает тем, что нашла марионетку, которую она называет Генри. Все любят Генри, кроме Крикета, который не может устоять перед внешностью и маленькими кукольными руками. Крикет решает избавиться от Генри, не задев чувства Тилли… 2 эпизод: семья отдыхает на улицах Большого Города, наблюдая за незнакомцами. Затем Нэнси предлагает сыграть в игру «Наблюдение за людьми», где они смотрят на незнакомцев и сочиняют истории о них. Все веселятся, кроме Билла, который не может придумать ничего творческого…                                                         |                                                |                   |                      |
| 25 | «Танцы всех влюблённых/ Зелёные улицы»         | 02.02.2019        | ??.??.2019           |
| 1 эпизод: это день святого Валентина, и все влюбляются друг в друга, кроме Крикета, который презирает романтику. Однако всё меняется, когда он замечает Габриеллу и не может перестать думать о ней. Тем временем Тилли пытается стать Купидоном, а Нэнси и Элис начинают не соглашаться с их навыками сопровождения… 2 эпизод: Крикет расстроен мусором, который он находит лежащим на его улице, и заручается помощью офицера Кейса, чтобы поймать того кто мусорит. Крикет решает изменить обычного и радостного офицера Кейса в серьезного и жёсткого полицейского, но, к сожалению, всё идёт вслед за ним, когда он оказывается виновником…                            |                                                |                   |                      |
| 26 | «Зуб-болевик/ Сестринская ночёвка»             | 09.02.2019        | ??.??.2019           |
| 1 эпизод: у Крикета начинает болеть зуб, поэтому Билл тащит его и Тилли к стоматологу, чтобы проверить. Крикет отказывается от удаления зуба доктором Эмалем в соответствии с обычными обвинениями Элис. Тем временем Тилли пытается достать «зуб для зубной феи», а Билл пытается найти разницу на картинках в журнале отличий… 2 эпизод: Тилли и Андромеда хотят чувствовать себя ближе, поэтому решили устроить ночёвку. Прочитав одну историю, они решают не ложиться спать поздно ночью, чтобы приобрести экстрасенсорные способности. Но Кртикет в ту ночь остаётся один и не может уснуть без храпа Тилли…                                                           |                                                |                   |                      |
| 27 | «Неприятности с трейлером/ Безумие в особняке» | 16.02.2019        | ??.??.2019           |
| 1 эпизод: Крикет и Тилли отправляются к маме домой на ночёвку, где они могут повеселиться столько, сколько захотят. Тем не менее, старая байкерская банда Нэнси «Пчёлы» прибывают и крадут её трейлер за предательство. Теперь Нэнси, Крикет и Тилли должны мчаться за своим лидером, для возвращения единственного дома Нэнси… 2 эпизод: пока Реми отсутствует в кругу семьи, Крикету поручено кормить змею. Остальные семья приходят и решают устроиться как дома, но попадают в неприятности, когда Тилли изображает из себя богатую наследницу для соседей, Билл отправляется на прогулку в понравившейся ему машине, а Элис теряется в длинных коридорах особняка…     |                                                |                   |                      |
| 28 | «Скандал в парке/ Бисквиты Крикета»            | 23.02.2019        | ??.??.2019           |
| 1 эпизод: когда Элис бросает Тилли в парке, она становится внучкой против бабушки в битве гордости, когда они пытаются заставить другого завидовать замене. Тем временем Билл старается быть крутым с парой юношей, а Крикет создаёт опасную игровую площадку… 2 эпизод: после того, как Крикет и Тилли получили травмы, Элис делает свои знаменитые бисквиты, которые сразу же заставляют детей чувствовать себя хорошо. Они хотят больше, но Элис отказывается. Билл говорит им, что она делает их только тогда, когда они ранены. Не сумев обмануть Элис, они решают найти и украсть рецепт в её комнате…                                                                |                                                |                   |                      |
| 29 | «Атака скунсов/ Уничтожение Саксона»           | 02.03.2019        | ??.??.2019           |
| 1 эпизод: пока покровители «Большого Кофе» любуются своим местным героем Марком, Крикет планирует сам стать героем. Он собирает три скунса, чтобы проникнуть в кафе, чтобы они могли напасть, а он спасти всех от вонючих паразитов. Тем не менее, план Крикета идет не так, как планировалось, и вскоре он подвергает опасности себя и своих покровителей… 2 эпизод: пока Билл, Крикет и Реми отправляются на рыбалку, Нэнси остается дома с Тилли, чтобы общаться с ней. Все идет ужасно неправильно, когда Нэнси случайно уничтожает Саксона, куклу Тилли, в стирке. Полагая, что в этом виновата Элис, Тилли хочет отомстить ей, а Нэнси пытается сказать Тилли правду… |                                                |                   |                      |
| 30 | «Дом Крикета/ Волонтёр Тилли»                  | 09.03.2019        | ??.??.2019           |
| 1 эпизод: Крикет рассказывает историю о том, когда ему и Реми надоело, что им говорят что делать взрослые. Они решают купить квартиру и ничего не делают, а устраивают вечеринки каждый день. Тем не менее, Крикет и Реми начинают понимать, что жизнь без дисциплины не самая лучшая… 2 эпизод: рабочий в приюте для животных Бретт приглашает Тилли добровольно в приют и она начинает жить в раю с многочисленными животными, которые там живут. Тем не менее, она не может устоять перед соблазном держать домашних животных при себе, особенно когда приходят люди, чтобы забрать их. Тем временем Крикет и Элис устраивают розыгрыши над Биллом…                      |                                                |                   |                      |

## Критика
Сериал получил положительную оценку критиков. Эмили Эшби из Common Sense Media похвалила сериал за его персонажей и темы, написав: «Несмотря на то, что в сериале используются привычные стереотипы о сельских жителях, в нём есть сильные темы, ориентированные на семью, и юмор». Бека Бербанк из LaughingPlace.com высоко оценила персонажей сериала, написав: «Хотя порой происходящее в сериале совсем нелепо, сами персонажи очень забавные. Как и в любой семье, причудливость — это то, что вы больше всего любите в людях, с которыми проводите время. Семья Грин, возможно, не идеальна, но они позитивны, поддерживают друг друга и оптимистичны, независимо от ситуации. Каждому было бы полезно провести немного времени с этой причудливой семьей».